# Direitos humanos na Coreia do Sul
A República da Coreia do Sul, que fez melhorias notáveis nas áreas de democracia e direitos humanos em um curto período de tempo, defende o valor universal dos direitos humanos como uma peça central de seus objetivos de política externa. Como um Estado parte de sete convenções internacionais de direitos humanos fundamentais, incluindo o "Pacto Internacional sobre Direitos Civis e Políticos" e "Pacto Internacional sobre Direitos Econômicos, Sociais e Culturais", a Coreia está se esforçando para implementar as disposições das convenções relevantes no nível nacional por meio de parcerias colaborativas com vários acionistas. Em particular, com a atenção especial aos direitos dos vulneráveis, como mulheres, crianças e deficientes, a Coreia conseguiu melhorias substanciais na efetivação igualitária e efetiva dos direitos humanos
Além disso, a Coreia tem participado ativamente das atividades do Conselho de Direitos Humanos da ONU e do Terceiro Comitê da Assembleia Geral da ONU, trabalhando em estreita colaboração com a comunidade internacional para a proteção e promoção dos direitos humanos em todo o mundo. Em especial, a Coreia do Sul tem se empenhado na cooperação internacional para a melhoria substancial dos direitos humanos do povo norte-coreano. Também tem participado na adoção da Resolução das Nações Unidas sobre a Situação dos Direitos Humanos na República Popular Democrática da Coreia (RDPC) na Assembleia Geral da ONU e no Conselho de Direitos Humanos.

## Conselho de Direitos Humanos da ONU e Assembleia Geral

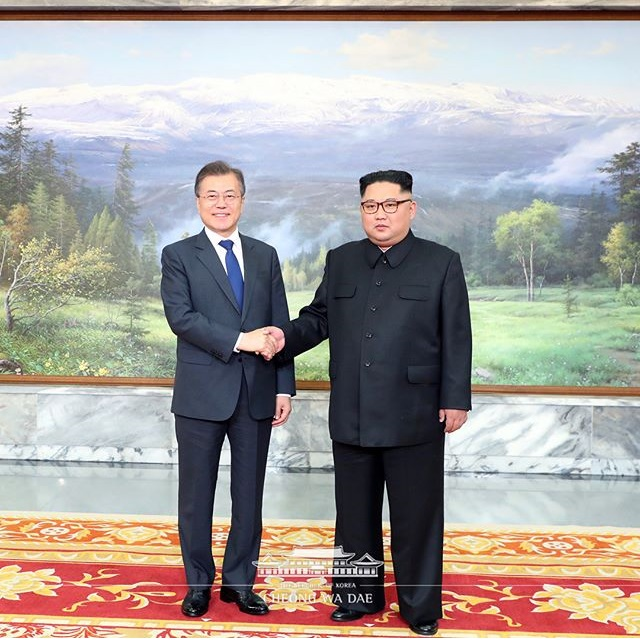
Cúpula Intercoreana de maio de 2018, encontro entre o presidente da Coreia do Sul, Moon Jae-in e o presidente do Partido dos Trabalhadores da Coreia, Kim Jong-un

Desde sua entrada na Organização das Nações Unidas (ONU) em 1991, a República da Coreia do Sul tem se envolvido ativamente no trabalho das principais organizações de direitos humanos da ONU. A Coreia é membro da Comissão de Direitos Humanos (CDH) desde 1993 e contribuiu para o trabalho da CDH por meio de uma colaboração direta com a comunidade internacional para o fortalecimento dos mecanismos internacionais de direitos humanos. Além disso, a Coreia, que é membro do Conselho de Direitos Humanos (CDH) desde a sua criação, em junho de 2006, foi reeleita para o CDH em novembro de 2015 para o mandato de 2016-2018. Durante o seu mandato, o Governo Coreano esteve ativamente envolvido em debates sobre as principais questões de direitos humanos, que vão desde a proteção e promoção de grupos vulneráveis a questões de direitos humanos específicos de cada país, como a situação dos direitos humanos na Coreia do Norte e na República da União de Myanmar.
Além disso, a Coreia dá grande importância ao mecanismo de Revisão Periódica Universal (RPU) do Conselho, que envolve uma revisão dos registros de direitos humanos de todos os 193 Estados membros da ONU. O Governo coreano comprometeu-se totalmente com todo o processo de RPU, incluindo o seguimento das recomendações. Além disso, a Coreia tem participado ativamente da sessão do Grupo de Trabalho da RPU, com o objetivo de contribuir para o avanço dos direitos humanos e responder a situações graves de direitos humanos de maneira oportuna.

A Embaixadora Ji-ah PAIK na 31ª Sessão do Grupo de Trabalho do HRC sobre a Revisão Periódica Universal em 6 e 8 de novembro de 2018

Entretanto, o Governo Coreano tem se empenhado na cooperação internacional para a melhoria dos direitos humanos na Coreia do Norte. Com base em sua posição básica de que a questão dos direitos humanos deve ser tratada como um valor universal, o Governo Coreano aprecia o recente progresso em direção a uma paz duradoura na Península Coreana por meio das Cúpulas Inter Coreanas e das relações Estados Unidos-Coreia do Norte. O Governo Coreano espera que a intensificação dos intercâmbios e da cooperação com a Coreia do Norte com base em tais progressos leve a efeitos positivos na melhoria substancial dos direitos humanos do povo norte-coreano.

## Proteção e promoção dos direitos humanos de grupos vulneráveis
A democracia sul-coreana tem direitos legalmente protegidos para indivíduos políticos, civis e socioeconômicos, embora haja limitações e até mesmo discriminação contra certos grupos. Esses grupos são certificados como grupos de risco e incluem mulheres, lésbicas, gays, bissexuais e transgêneros (LGBT) e minorias raciais e étnicas, como refugiados e migrantes. 

### Mulheres
A Coreia continuou a defender e contribuir com os esforços globais para promover a igualdade de gênero e o empoderamento das mulheres. Em 1984, o Governo coreano ratificou a Convenção sobre a Eliminação de Todas as Formas de Discriminação contra as Mulheres (Convention on the Elimination of All Forms of Discrimination Against Women, ou CEDAW), que estabelece um conjunto de obrigações dos Estados Partes para acabar com a discriminação contra as mulheres. Até agora, o Governo coreano apresentou oito relatórios de país para consideração do Comitê para a Eliminação da Discriminação contra as Mulheres. Além disso, aderiu também ao Protocolo Opcional à Convenção em 2006.
O governo coreano tem participado ativamente das discussões relacionadas a gênero dentro do sistema da ONU. Por exemplo, a Coreia há muito tempo serve como membro da Comissão sobre o Status da Mulher (Commission on the Status of Women, ou CSW), uma comissão funcional do Conselho Econômico e Social (The Economic and Social Council, ou ECOSOC). A Coreia também expressou seu forte apoio à resolução 1325 do Conselho de Segurança da ONU nos debates abertos do Conselho sobre mulheres, paz e segurança. Além disso, a Coreia co-patrocinou resoluções de órgãos da ONU, como a Assembleia Geral e o HRC, sobre a eliminação da violência e da discriminação contra as mulheres.
O governo coreano apoiou fortemente a criação da ONU Mulheres, a entidade da ONU para a igualdade de gênero e o empoderamento das mulheres, e foi eleito um dos membros inaugurais do Conselho Executivo em novembro de 2010. A partir de então, a Coreia continua participando do Conselho Executivo até o presente (mandato atual: 2017-2019) e também assumiu a presidência do Conselho em 2012 e a vice-presidência em 2018. Atualmente, a Coreia é o 15º maior governo doador da ONU Mulheres.

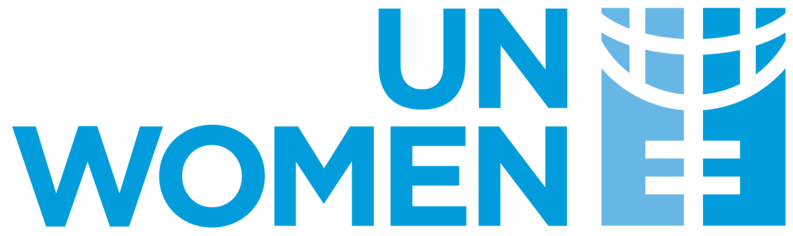
Logo da ONU Mulheres

O governo coreano apoia as discussões para a incorporação da perspectiva de gênero na ONU, que priorizam a igualdade de gênero em questões globais, incluindo pobreza, desenvolvimento e paz. A este respeito, a Coreia fez uma diretriz para incorporar a perspectiva de gênero em projetos de AOD em agosto de 2015 e elaborou um roteiro para implementar a estratégia de igualdade de gênero por cinco anos em maio de 2017. Além disso, o Governo coreano continuará a participar ativamente da discussão da agenda "Mulheres, Paz e Segurança" e contribuirá para a promoção desta questão, incluindo o esforço para eliminar a violência sexual em conflito. Com esse objetivo, o governo lançou a nova iniciativa “Ação com Mulheres e Paz” em junho de 2018.

### Crianças
Desde a última década do século XX, o mundo tem tido grandes avanços na promoção dos direitos da criança, no sentido da construção da consciência e da concretização desses direitos. A Cúpula Mundial da Criança de 1990 foi a primeira reunião de líderes mundiais em um fórum exclusivamente dedicado às crianças. A Convenção sobre os Direitos da Criança, CRC, formou uma base sólida para garantir os direitos da criança. O CRC ganhou quase universalidade com 192 estados-partes que compartilham o compromisso de promover os direitos das crianças por meio do CRC.
No entanto, as crianças ainda são os membros mais vulneráveis de nossa comunidade global. A Declaração do Milênio das Nações Unidas reconhece a necessidade de apoiar este segmento mais vulnerável da sociedade. Alcançar a educação universal e reduzir a mortalidade infantil também são partes cruciais dos Objetivos de Desenvolvimento do Milênio. A Sessão Especial de 2002 da Assembleia Geral sobre as Crianças foi outra oportunidade de reafirmar nossa promessa às crianças, uma promessa de construir "Um Mundo Adequado às Crianças".
O governo coreano ratificou a Convenção das Nações Unidas sobre os Direitos da Criança (United Nations Convention on the Rights of the Child, ou UNCRC) em 1991. Também é membro dos dois protocolos opcionais da UNCRC. 

### Refugiados
Os esforços da comunidade internacional para resolver o problema dos refugiados foram fortalecidos com a necessidade de ajudar os refugiados do pós-Segunda Guerra Mundial expulsos da Europa na década de 1950. Em 2017, o número de pessoas em situação de risco para o Alto Comissariado das Nações Unidas para Refugiados (ACNUR) chega a 68,5 milhões (entre os quais cerca de 25,4 milhões são refugiados), e o problema dos refugiados está sendo prolongado devido aos constantes conflitos étnicos e religiosos.
Em 1992, o governo coreano aderiu à Convenção de 1951 Relativa ao Estatuto dos Refugiados e ao Protocolo de 1967 Relativo ao Estatuto dos Refugiados, que são instrumentos jurídicos fundamentais na proteção dos refugiados. Até agora, a Coreia admitiu mais de 830 refugiados no início de 2019, desde que lançou o procedimento de determinação do status de refugiado em 1994.
No meio tempo, a Coreia contribuiu com os esforços globais para a proteção de refugiados desde que se juntou ao Conselho Executivo do ACNUR em 2000. Em 2016, a Coreia se juntou ao ACNUR "clube dos 20+ milhões", fórum informal para doadores que contribuíram mais de US$20 milhões para a agência. Desde o estabelecimento do Representante do ACNUR em Seul em 2001, a cooperação entre a Coreia e o ACNUR foi ampliada ainda mais na área de proteção de refugiados nacionais e estrangeiros. Em 2013, a Coreia se tornou o primeiro país asiático a aplicar a lei do refugiado independente, segundo a qual a Coreia está oferecendo proteção e bem-estar social aos requerentes de asilo.

### Pessoas com deficiência
Em 1982 a comunidade internacional deu atenção especial aos direitos humanos das pessoas com deficiência ao proclamar o ano de 1981 como o 'Ano Internacional das Pessoas com Deficiência da ONU' e ao adotar o 'Programa Mundial de Ação para Pessoas com Deficiência'. Além disso, o reconhecimento de pessoas com deficiência como um sujeito de direitos expandiu gradualmente após a adoção da Convenção sobre os Direitos das Pessoas com Deficiência (CDPD) em dezembro de 2006.
Participando ativamente dos esforços internacionais para a promoção dos direitos das pessoas com deficiência, o governo coreano desempenhou um papel de liderança no processo de elaboração da Convenção ao regulamentar o artigo sobre as mulheres com deficiência (Artigo 6). A Coreia ratificou a Convenção em dezembro de 2008 e apresentou o relatório inicial ao Comitê sobre os Direitos das Pessoas com Deficiência em junho de 2011.
Em 2015-2016, pela primeira vez como nação da Ásia-Pacífico, a Coreia assumiu a presidência da Conferência dos Estados Partes da CDPD. Nesta ocasião, o governo coreano não apenas presidiu com sucesso a Conferência para a 8ª e 9ª sessões, mas também estendeu e reforçou a rede com várias partes interessadas no campo dos direitos humanos das pessoas com deficiência. Além disso, desempenhou um papel crucial em tornar as Nações Unidas mais inclusivas para os deficientes, contribuindo tanto para a abertura quanto para a atualização do Centro de Acessibilidade na Sede da ONU. A Coreia também se esforçou para integrar os direitos das pessoas com deficiência nas discussões internacionais sobre diferentes assuntos, incluindo políticas de desenvolvimento como os ODS (Objetivos de Desenvolvimento Sustentável). Em 2016, comemorando o 10º aniversário da adoção da Convenção, a Coreia convocou vários eventos paralelos em um esforço para fazer com que a comunidade internacional prestasse mais atenção aos direitos das pessoas com deficiência e tomar medidas mais ativas para proteger e promover seus direitos. Além disso, em 9 de março de 2018, por ocasião dos Jogos Paraolímpicos de Pyeongchang, a Coreia organizou um fórum internacional sobre os direitos das pessoas com deficiência com o objetivo de aumentar a consciência nacional e internacional sobre os direitos deste grupo.

## Promoção da Democracia

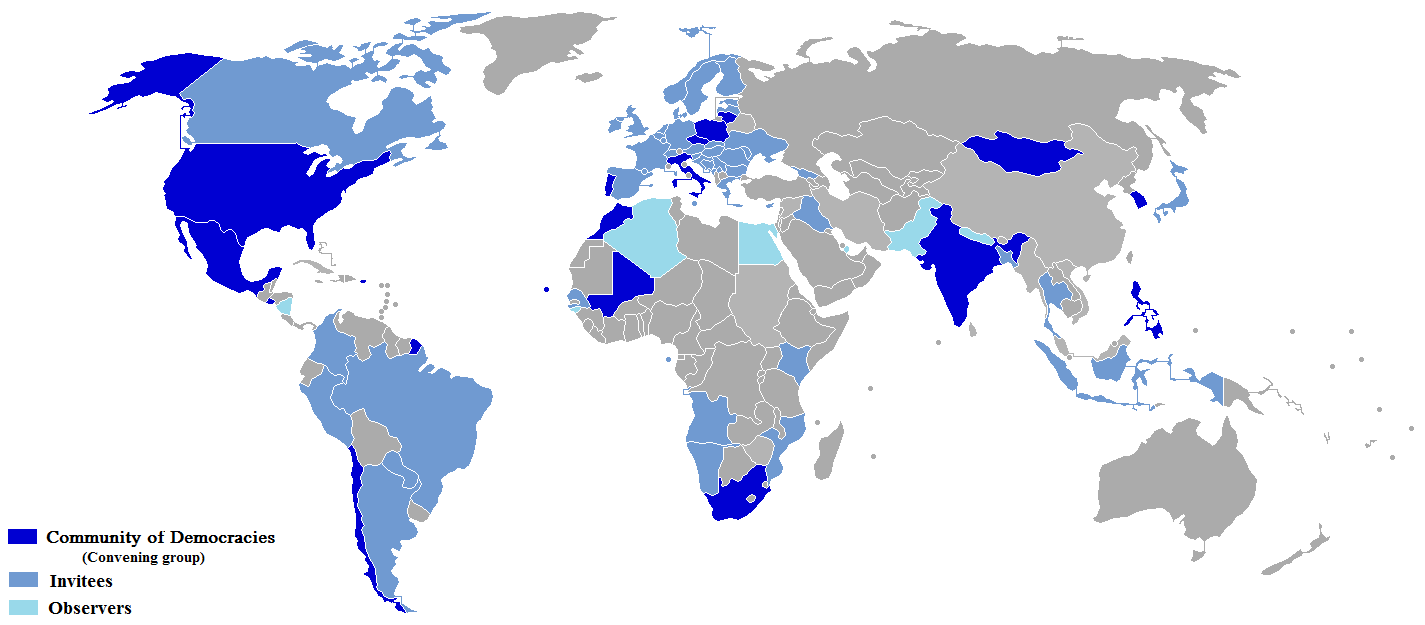
Membros da CD em azul e roxo.

Hoje, a República da Coreia  é vista como um país exemplar que alcançou a democratização e o crescimento econômico com base no sistema de economia de mercado em apenas uma geração. Na verdade, é considerada uma das democracias mais avançadas da Ásia. Tirando vantagem de sua experiência anterior de democratização, o governo coreano tem participado ativamente de atividades regionais e internacionais destinadas a promover a democracia em todo o mundo.
A 'Comunidade de Democracias (CD)' é uma iniciativa intergovernamental global de países democráticos lançada em nos anos 2000. Como um dos principais países doadores e membro do Conselho de Governadores e do Comitê Executivo para o mandato 2017-2019 que lidera o atividades da Comunidade de Democracias, a República da Coreia esteve ativamente envolvida nas atividades da comunidade. A Coreia do Sul sediou a 2ª Conferência Ministerial em 2002 e também sediou a 'Conferência Internacional sobre o Fortalecimento da Cooperação Regional para Promover a Democracia' em abril de 2011 como co-presidente do Grupo de Trabalho sobre Cooperação Regional, que é um dos seis grupos de trabalho do CD. Além disso, o país tem participado ativamente do ‘Fórum da Democracia de Bali’, lançado pela Indonésia em 2008 para os países da Ásia-Pacífico compartilhar experiências e melhores práticas no campo da democracia. Recebendo o convite do governo da Indonésia, co-presidimos o 3º Fórum da Democracia de Bali em 2010 e o 5°Fórum em 2015. A República da Coreia também participou dos esforços para promover a democracia em todo o mundo, contribuindo para o Fundo de Democracia da ONU para ajudar as sociedades no desenvolvimento de instituições e valores democráticos. Reconhecendo que a promoção da democracia, da paz e da prosperidade comum da sociedade internacional se reforçam mutuamente, a nação sul-coreana seguirá seu caminho para uma democracia mais madura internamente, enquanto se engaja ativamente nos esforços para promover e consolidar a democracia em nível regional e internacional. 